# Glenea nigerrima
Glenea nigerrima là một loài bọ cánh cứng trong họ Cerambycidae.